# Craig Safan
Craig Safan (né le 17 décembre 1948 à Los Angeles, Californie) est un compositeur de musiques de films.

## Biographie
Il a commencé sa carrière artistique comme arrangeur et compositeur dans la cinéma. Sa première œuvre pour le film était le documentaire The California Reich de Keith Critchlow et Walter F. Parkes en 1975. Il compose beaucoup avec un synthétiseur et un Synclavier. Il a écrit la musique de films comme : En plein cauchemar (Nightmares, 1988) et Envers et contre tous (Stand and Deliver). Son style consiste souvent à l'improvisation comme forme de composition.
Jusqu'ici, Safan composé de plus de 70 films et plusieurs séries de télévision. Parmi ses œuvres plus connu : The Last Starfighter (1984), Angel, Fondu au noir (Fade to Black) d'Eric Binford, Major Payne (1995), Remo sans arme et dangereux (Remo Williams: The Adventure Begins). Il a eu huit prix à la American Society of Composers, Authors and Publishers (ASCAP) et a été nommé à nouveau pour les Emmy Awards ; il est également lauréat de la Bourse de la Fondation Watson. Safan partage son temps entre Los Angeles et New York.
En 1981, sa composition pour le film Wolfen, jugée trop atonale et dissonante par la production, est rejetée au profit d'une musique plus orchestrale composée par James Horner.

## Filmographie

### Cinéma
- 1975 : The California Reich (documentaire)
- 1976 : The Great Texas Dynamite Chase
- 1977 : The Bad News Bears in Breaking Training
- 1977 : La Dernière Route (The Last of the Cowboys) de John Leone
- 1978 : Acapulco Gold
- 1978 : Corvette Summer de Matthew Robbins
- 1978 : Le Commando des tigres noirs (Good Guys Wear Black) de Ted Post
- 1979 : Les Challengers
- 1980 : Die Laughing
- 1980 : Fondu au noir (Fade to Black) de Vernon Zimmerman
- 1981 : Le Solitaire (Thief) de Michael Mann
- 1981 : Wolfen de Michael Wadleigh (composition rejetée)[3]
- 1982 : TAG : Le Jeu de l'assassinat (Tag: The Assassination Game) de Nick Castle
- 1983 : En plein cauchemar (Nightmares) de Joseph Sargent
- 1984 : Angel
- 1984 : Starfighter (The Last Starfighter) de Nick Castle
- 1985 : The Legend of Billie Jean
- 1985 : Warning Sign
- 1985 : Remo sans arme et dangereux (Remo Williams: The Adventure Begins) de Guy Hamilton
- 1985 : Contact mortel d'Hal Barwood
- 1986 : National Geographic Video: Secrets of the Titanic (vidéo)
- 1987 : Lady Beware
- 1987 : The Stranger
- 1988 : Envers et contre tous (Stand and Deliver) de Ramón Menéndez
- 1988 : Le Cauchemar de Freddy (A Nightmare On Elm Street 4: The Dream Master) de Renny Harlin
- 1990 : Enid Is Sleeping
- 1990 : Un cadavre sur les bras
- 1992 : Amazing Stories: Book One (vidéo)
- 1992 : Explosion immédiate (Live Wire) de Jan de Bont
- 1993 : Money for Nothing
- 1995 : Major Payne de Nick Castle
- 1996 : Mr. Wrong de Nick Castle
- 1998 : Sacré Slappy (Slappy and the Stinkers)
- 1999 : Génial! Mes parents s'aiment (Operation Splitsville)
- 2001 : Delivering Milo de Nick Castle
- 2005 : Time of Fear
- 2010 : Ringling Bros Zing Zang Zoom! (vidéo)

### Télévision

#### Séries télévisées
- 1979 : The Associates (saison 1, épisode 01 : The First Day)
- 1981 - 1982 : Darkroom (7 épisodes)
- 1982 : Counterattack: Crime in America (épisode du 29 mars 1982)
- 1982 : Ripley's Believe It or Not! (saison 1, épisode 10)
- 1982 - 1993 : Cheers (271 épisodes)
- 1983 : The Best of Times
- 1985 : Alfred Hitchcock présente (épisode : Pilote, segment An Unlocked Window)
- 1985 - 1986 : La Cinquième Dimension (The Twilight Zone)
  - (saison 1, épisode 07a : Lieu maudit)
  - (saison 1, épisode 09a : Les Escarpins de feu Suzanne)
  - (saison 1, épisode 09b : Le Bazar de M. Wong)
  - (saison 1, épisode 10b : Le Petit Magicien)
  - (saison 1, épisode 10c : Chasse ouverte)
  - (saison 1, épisode 16b : Voir l'homme invisible)
  - (saison 1, épisode 16c : Les Dents et la Sagesse)
- 1985 - 1986 : Histoires fantastiques (Amazing Stories) :
  - (saison 1, épisode 02 : La Météorite)
  - (saison 2, épisode 01 : La Bague)
- 1986 : Disney Parade :
  - (saison 30, épisode 01 : Help Wanted: Kids)
  - (saison 30, épisode 09 : L'Indestructible)
- 1988 : Supercarrier (Supercarrier)
- 1988 : Almost Grown (saison, épisode : Pilote)
- 1989 : Corky, un adolescent pas comme les autres (Life Goes On)
- 1991 : Les Contes de la crypte (Tales from the Crypt) (saison 3, épisode 13 : À en perdre la tête)
- 1995 : Hope & Gloria
- 1996 : Pearl (en)
  - (saison 1, épisode 06 : Pynchon's Pynchon)
  - (saison 1, épisode 07 : Ticket to Ride)
- 1996 : Seduced by Madness: The Diane Borchardt Story (mini-série, saison 1 épisodes 1 et 2)

#### Téléfilms
- 1978 : Getting Married
- 1979 : Survival of Dana
- 1985 : Le Miroir aux alouettes (Mirrors) d'Harry Winer
- 1986 : Help Wanted: Kids
- 1986 : I-Man
- 1986 : Samaritan: The Mitch Snyder Story
- 1986 : Seule contre la drogue (Courage)
- 1987 : Tueur du futur (Timestalkers)
- 1988 : Almost Grown
- 1988 : Shootdown
- 1988 : Remo Williams: The Prophecy
- 1989 : The Comeback de Jerrold Freedman
- 1989 : The Revenge of Al Capone
- 1990 : Shangri-La Plaza de Nick Castle
- 1991 : Son of the Morning Star
- 1991 : Les Années perdues (Long Road Home) de John Korty
- 1991 : Une femme indésirable (An Inconvenient Woman)
- 1991 : Nom de code: Requin
- 1991 : Mission of the Shark: The Saga of the U.S.S. Indianapolis
- 1992 : Breaking the Silence de Robert Iscove
- 1992 : The Burden of Proof
- 1992 : Meurtres sur la voie 9 (Terror on Track 9)
- 1993 : Judgment Day: The John List Story
- 1993 : L'Enfant miracle (Miracle Child) de Michael Pressman
- 1993 : Le Prophète du mal (Prophet of Evil: The Ervil LeBaron Story)
- 1993 : Rio Shannon
- 1993 : La Condamnation de Catherine Dodds de Michael Tuchner
- 1994 : Où sont mes enfants? (Where Are My Children?) de George Kaczender
- 1994 : Without Consent de Robert Iscove
- 1994 : Without Warning (en) de Robert Iscove
- 1994 : Roseanne and Tom: Behind the Scenes de Richard A. Colla
- 1995 : Au bénéfice du doute (Degree of Guilt) de Mike Robe
- 1996 : Un Noël pas comme les autres (A Different Kind of Christmas) de Tom McLoughlin
- 1998 : When Husbands Cheat de Richard A. Colla
- 1999 : La Saison des miracles (A Season for Miracles)
- 2000 : D'étranges voisins (The New Adventures of Spin and Marty: Suspect Behavior)
- 2001 : Une nouvelle vie (The Familiar Stranger) d'Alan Metzger
- 2001 : 'Twas the Night de Nick Castle
- 2002 : Gotta Kick It Up!
- 2002 : Cadence (Gotta Kick It Up!) de Ramón Menéndez
- 2003 : Ringling Bros. Revealed: The Greatest Show on Earth (documentaire)

## Jeu vidéo
- 1991 : Leisure Suit Larry 5: Passionate Patti Does a Little Undercover Work